# Lettre d'une inconnue
Pour les articles homonymes, voir L'Inconnue.
Lettre d'une inconnue (titre original en allemand : Brief einer Unbekannten) est un roman court de l'écrivain autrichien Stefan Zweig publié en 1922, et traduit pour la première fois en français en 1927.

## Personnages
- L'écrivain à succès R., est le personnage principal : il est riche, il a un domestique. Deux personnalités se combattent en lui : l'une bouillonnante, optimiste, vouée corps et âme au jeu et à l'aventure, accumulant les conquêtes ; l'autre cultivée, sérieuse, austère et lettrée, qui transparaît dans ses livres.
- Johann, le domestique de R. : contrairement à son maître, il n'a pas oublié la jeune fille depuis sa première rencontre ; il est l'archétype du serviteur fidèle à son maître, calme, sobre et dédaigneux.
- La jeune fille : l'inconnue qui rédige la lettre, et qui tait obstinément son nom. Elle a un amour fou pour l'écrivain à succès.
- La mère de la jeune fille : elle est pauvre et veuve, se marie par la suite avec un homme du nom de Ferdinand, veuf lui aussi mais riche.
- L'enfant : il meurt à l'âge de 11 ans d'une grippe. Fils de l'inconnue et de R., l'écrivain. Il est intelligent, élégant et plaisant. Il ressemble beaucoup à son père, raison pour laquelle sa mère est très attachée à lui.
- le beau père : il se remarie avec la mère de la jeune fille et initie le déménagement des deux femmes chez lui à Innsbruck.

## Résumé
À son retour à Vienne d'une excursion de trois jours dans la montagne, le jour de ses 41 ans, le célèbre écrivain R. reçoit une lettre d'une inconnue.
L'inconnue lui raconte son histoire : elle habitait avec sa mère dans un petit appartement à Vienne. Un jour, leurs voisins, dont le père a été arrêté par la police, furent obligés de quitter les lieux et l'écrivain prend l'appartement alors que la jeune fille est âgée de 13 ans. Elle admire les affaires que l'on apporte dans l'appartement voisin : les nombreux livres couverts de dorure, les chandeliers, les meubles, des statues hindoues, sculptures italiennes et de nombreuses peintures. Elle attend en bas de l'immeuble et l'épie durant plusieurs années, attendant des heures derrière sa porte pour le voir quelques secondes. Elle remarque de nombreuses femmes très élégantes qui lui rendent visite. Une fois seulement il la croise, alors qu'elle lui ouvre la porte. Il la remercie et elle tombe à cet instant définitivement amoureuse de lui.
Puis la mère se marie à un riche cousin et part vivre à Innsbruck ; elle déménage avec sa fille. Celle-ci ne cesse de penser à l'écrivain. À dix-huit ans, elle quitte Innsbruck pour retourner dans sa ville natale et y travailler en tant que fleuriste ; l'écrivain vit toujours à la même adresse. Elle croise plusieurs fois « l'aimé », qui ne la reconnaît pas ; finalement elle passe trois nuits avec lui et se retrouve enceinte. L'écrivain part en voyage ; elle attend qu'il la contacte, ce qu'il ne fait pas. Souhaitant élever son enfant dans les meilleures conditions possibles, elle lie des relations avec des hommes riches ; elle s'aide beaucoup de sa grande beauté. Mais elle refuse leurs demandes en mariage, car elle aime toujours cet homme sans cœur, qui l'a si rapidement oubliée, et veut être disponible pour lui si le hasard faisait se recroiser leurs chemins. Elle lui fait régulièrement signe en lui envoyant, tous les ans et de manière anonyme, des roses blanches pour son anniversaire. 
Un soir qu'elle est avec un de ses courtisans, elle le revoit : il lui propose de passer la nuit ensemble. Là encore, elle accepte sans hésiter, espérant qu'il va la reconnaître. Mais à l'aube, alors qu'elle s'apprête à partir, il glisse quelques billets dans son manchon. Elle part, folle de colère et déçue qu'il ne l'ait pas reconnue et lui fasse la honte de la payer. En sortant, il lui semble tout de même que Johann le domestique de l'écrivain l'a reconnue, et elle lui donne les billets. 
Elle va élever son fils sans dire à l'auteur que c'est aussi le sien, car elle ne veut rien lui infliger, ni l'agacer. Puis l'enfant meurt du typhus et l'inconnue sait qu'elle ne pourra pas y survivre ; elle adresse donc une lettre à son amant pour lui révéler comment, sans qu'il n'en ait jamais rien su, elle a consacré sa vie à son amour pour lui. L'écrivain constate alors que, pour la première fois depuis des années, le vase qui contenait des fleurs blanches qu'il recevait à chaque anniversaire est vide et en ressent un trouble profond. Il ne parvient cependant pas à se souvenir clairement d'elle.

## Autour du livre
À l'origine, cette nouvelle est publiée dans un recueil avec Amok ou le Fou de Malaisie en 1922. C'est le premier best-seller de Zweig avec plus de 70 000 exemplaires vendus en 8 ans.

## Adaptations

### Au cinéma
- 1948 : Lettre d'une inconnue (Letter from an Unknown Woman) de Max Ophüls avec Joan Fontaine et Louis Jourdan
- 1982 : Douce est la nuit : court-métrage de fiction, film de fin d'étude à l'IDHEC, Adaptation de Lettre d'une inconnue par Hervé Morzadec
- 2001 : Lettre d'une inconnue : téléfilm de Jacques Deray
- 2005 : Yi ge mo sheng nu ren de lai xin de Jinglei Xu

### Au théâtre
- 1985 : Un amour inconnu, d'après Lettre d'une inconnue de Stefan Zweig ; adaptation de Philippe Honoré, spectacle de Compagnie du Calife ; mise en scène de Philippe Honoré, Festival d'Avignon ; reprise en 1986 à Paris, et en 1987 au Théâtre de la Platte à Lyon
- 1988 : Nocturnes, d'après Amok ou le Fou de Malaisie et Lettre d'une inconnue de Stefan Zweig, adaptation Jacques Weber, mise en scène Jacques Weber et Serge Marzolff
- 2000 : Lettre d'une inconnue, compagnie Septembre, Théâtre Rutebeuf, Clichy
- 2001 à 2021 : Lettre d'une inconnue, par Esther Candaës, compagnies Figaro&Co et Fées et Gestes, création Toulouse puis Festival d'Avignon et France entière en tournée, mise en scène Isabelle Ramade, direction d'acteur Jean-Louis Manceau
- 2011 : Lettre d'une inconnue, mise en scène Christophe Lidon, théâtre des Mathurins ; reprise en 2014 au Festival d'Avignon

## Éditions récentes
- 2013, Payot, coll. « Petite Bibliothèque Payot », préface de Carine Trévisan, traduit par Leïla Pellissier et Corinna Gepner, suivi de La Ruelle au clair de lune  (ISBN 9782228908900).
- 2013, éd. Renardages, http://renardages.free.fr/lettreduneinconnue.html, traduit par Michaël Wilhelm, texte français relu par Laura Barthélémy, Mathieu Bonardet, Amandine Lebarbier et Laurent Malandain.
- 2009, éd. Stock, coll. La Cosmopolite, préface d'Elsa Zylberstein, traduit par Alzir Hella (1881-1953), Olivier Bournac (1885-ap.1935) et Françoise Toraille.
- 2013, éd Garnier Frères Flammarion, traduction, présentation, notes, chronologie et bibliographie par Diane Meur, illustration de Virginie Berthemet.